# Chicago Film Critics Association Award/Bestes Drehbuch
Gewinner und Nominierte des Chicago Film Critics Association Awards in der ehemaligen Kategorie Bestes Drehbuch (Best Screenplay). Die US-amerikanische Filmkritikervereinigung gibt alljährlich Mitte Dezember ihre Auszeichnungen für die besten Filmproduktionen und Filmschaffenden des laufenden Kalenderjahres bekannt. Diese werden wie bei der Oscar- oder Golden-Globe-Verleihung aus fünf Nominierten ausgewählt. Die Kategorie Bestes Drehbuch existierte zwischen 1990 und 2005. Heute werden Preise in den Kategorien bestes adaptiertes Drehbuch und bestes Originaldrehbuch vergeben.

## Preisträger

### 1990er
- 1990: GoodFellas  – Nicholas Pileggi und Martin Scorsese (Basiert auf Nicholas Pileggis Buch Wise Guy – Der Mob von innen)
- 1993: Schindlers Liste  – Steven Zaillian (Basiert auf dem Roman Schindlers Liste von Thomas Keneally)
- 1994: Pulp Fiction  – Roger Avary und Quentin Tarantino (Originaldrehbuch)
- 1995: Die üblichen Verdächtigen  – Christopher McQuarrie (Originaldrehbuch)
- 1996: Fargo  – Ethan und Joel Coen (Originaldrehbuch)
- 1997: L.A. Confidential  – Curtis Hanson und Brian Helgeland (Basiert auf dem Roman Stadt der Teufel von James Ellroy)
- 1998: Shakespeare in Love  – Marc Norman und Tom Stoppard (Originaldrehbuch)
  - Bulworth – Warren Beatty und Jeremy Pikser (Originaldrehbuch)
  - Happiness – Todd Solondz (Originaldrehbuch)
  - Ein einfacher Plan – Scott Smith (Basiert auf dem Roman Ein einfacher Plan von Scott Smith)
  - Die Truman Show – Andrew Niccol (Originaldrehbuch)
- 1999: Being John Malkovich  – Charlie Kaufman (Originaldrehbuch)
  - American Beauty – Alan Ball (Originaldrehbuch)
  - Magnolia – Paul Thomas Anderson (Originaldrehbuch)
  - The Sixth Sense – M. Night Shyamalan (Originaldrehbuch)
  - Topsy-Turvy – Auf den Kopf gestellt – Mike Leigh (Originaldrehbuch)

### 2000er
- 2000: Almost Famous – Fast berühmt  – Cameron Crowe (Originaldrehbuch)
  - State and Main – David Mamet (Originaldrehbuch)
  - Traffic – Macht des Kartells – Stephen Gaghan (basiert auf der gleichnamigen britischen Miniserie)
  - Die WonderBoys – Steve Kloves (basiert auf dem Roman Die WonderBoys von Michael Chabon)
  - You Can Count on Me – Kenneth Lonergan (Originaldrehbuch)
- 2001: Memento  – Christopher Nolan (basiert auf der Kurzgeschichte Memento mori von Jonathan Nolan)
  - A Beautiful Mind – Genie und Wahnsinn – Akiva Goldsman (basiert auf der Biographie von Sylvia Nasar)
  - Ghost World – Daniel Clowes und Terry Zwigoff  (basiert auf dem Comic Ghost World von Daniel Clowes)
  - Gosford Park – Julian Fellowes  (Originaldrehbuch)
  - Die Royal Tenenbaums – Wes Anderson und Owen Wilson (Originaldrehbuch)
- 2002: Adaption – Der Orchideen-Dieb  – Charlie und Donald Kaufman (Originaldrehbuch)
  - About a Boy oder: Der Tag der toten Ente – Peter Hedges, Chris Weitz und Paul Weitz (basiert auf dem Roman About a Boy von Nick Hornby)
  - About Schmidt – Alexander Payne und Jim Taylor (basiert auf dem Roman Schmidt von Louis Begley)
  - Dem Himmel so fern – Todd Haynes (Originaldrehbuch)
  - Punch-Drunk Love – Paul Thomas Anderson (Originaldrehbuch)
- 2003: Lost in Translation  – Sofia Coppola (Originaldrehbuch)
- 2004: Sideways  – Alexander Payne und Jim Taylor (Basiert auf dem Roman Sideways von Rex Pickett)
- 2005: Crash  – Paul Haggis und Bobby Moresco (Basiert auf dem Roman Crash von James Graham Ballard)
  - Brokeback Mountain – Larry McMurtry und Diana Ossana  (Basiert auf der Kurzgeschichte Brokeback Mountain von Annie Proulx)
  - Capote – Dan Futterman (basiert auf der Biografie Capote: A Biography von Gerald Clarke)
  - Good Night, and Good Luck. – George Clooney und Grant Heslov (Originaldrehbuch)
  - A History of Violence – Josh Olson (basiert auf der Graphic Novel A History of Violence von John Wagner und Vince Locke)